# ミレトスのアリストデモス
アリストデモス（ギリシャ語: Ἀριστόδημος, ラテン文字転写: Aristodemos, 紀元前4世紀、生没年不明）はアンティゴノス1世に仕えた家臣、将軍である。
アリストデモスはミレトスの人である。アリストデモスが最初に歴史の表舞台に立ったのは、紀元前319年のクレトポリスの戦いでアルケタス派を壊滅させたアンティゴノスに摂政アンティパトロスの死とポリュペルコンによる地位の継承をアリストデモスが報告した時である。紀元前315年にセレウコス・プトレマイオス・リュシマコス・カッサンドロスが対アンティゴノスの同盟を結ぶ動きを見せると、アンティゴノスは1,000タラントンの資金を持たせ、ポリュペルコン・アレクサンドロス父子を味方につけるべくアリストデモスをペロポネソス半島へと送った。ラコニアで8,000人の傭兵を徴募した後、アリストデモスはポリュペルコン・アレクサンドロス父子と会い、彼らとアンティゴノスとの友好関係を樹立し、アンティゴノスの許に出向いたアレクサンドロスによってアンティゴノスとの同盟が結ばれた。その後、カッサンドロスがペロポネソスに侵攻してきたが、彼がマケドニアに戻るとアリストデモスはポリュペルコン・アレクサンドロス父子と共にペロポネソスの失地を次々と回復しようとした。しかし、ペロポネソスの将軍の地位を与えるという条件でアレクサンドロスがカッサンドロスに寝返り、翌紀元前314年にこれを知ったアリストデモスはアイトリア人の総会で彼らを説得して彼らの支持を得た後、ペロポネソスへと向かい、アレクサンドロスによって包囲されていたエリスとキュレネを救い出した。次いでアカイアのパトライ、アイギオンをアンティゴノス側につけたが、アイギオンでは兵士の略奪を抑えきれなかった。その後、デュメをアレクサンドロスと奪い合い、一時はアレクサンドロスの手に落ちて彼によって敵対市民の粛清が行われたが、彼が去った後、アイギオンから進軍してきたアリストデモス軍によってデュメは落とされ、彼はアレクサンドロス派を皆殺しにした。次にアリストデモスの名が史料に現れるのはそれから8年後の紀元前306年である。同年にキュプロス島で行われたサラミスの海戦でデメトリオスの艦隊がプトレマイオスの艦隊に勝利すると、デメトリオスによってアリストデモスはその勝利を報告するためにアンティゴノスの許へと送られた。この時、「すべての廷臣の中でも阿諛に秀でた」アリストデモスは演出を加えてわざとアンティゴノスをやきもきさせ、勝利を報告した。これ以降のアリストデモスに関しては史料は沈黙している。